# Bernd
Bernd ist ein männlicher Vorname und ein Familienname.

## Herkunft und Bedeutung
Bernd ist die Kurzform des männlichen Vornamens Bernhard.

## Verbreitung
Der Vorname Bernd war Anfang des 20. Jahrhunderts kaum gebräuchlich in Deutschland. Gegen Ende der dreißiger Jahre stieg seine Popularität schnell stark an. Von der Mitte der Vierziger bis zur Mitte der Fünfziger war der Name meistens unter den zehn am häufigsten vergebenen Jungennamen. In den sechziger Jahren sank seine Beliebtheit etwas, in den Siebzigern stark ab. Seitdem werden kaum noch Jungen Bernd genannt.

## Varianten
- Berndt (Familienname)[2]
- Bernt (Familienname)[3]

## Namenstage
- 24. Januar
- 20. Mai (Bernhardin von Siena)
- 20. August (Bernhard von Clairvaux)

## Bekannte Namensträger

### Vorname
- Bernd Bransch (1944–2022), deutscher Fußballspieler
- Bernd Clüver (1948–2011), deutscher Schlagersänger
- Bernd Eichinger (1949–2011), deutscher Filmproduzent und Regisseur
- Bernd Fischle (HARLEM; * 1951), deutscher Schriftsteller und Lyriker
- Bernd Förster (* 1956), deutscher Fußballspieler
- Bernd Glemser (* 1962), deutscher Pianist
- Bernd Haake (* 1946), deutscher Eishockeytrainer
- Bernd Heller (* 1947), deutscher Sportmoderator
- Bernd Hengst (* 1947), deutscher Musiker, siehe Die Flippers
- Bernd Herzsprung (* 1942), deutscher Schauspieler
- Bernd Hollerbach (* 1969), deutscher Fußballtrainer
- Bernd Hölzenbein (1946–2024), deutscher Fußballspieler
- Bernd Kannenberg (1942–2021), deutscher Leichtathlet
- Bernd Kiesheyer (* 1946), deutscher Brigadegeneral
- Bernd Kohlhepp (* 1962), deutscher Kabarettist und Schauspieler
- Bernd Kuhlmann  (* 1940), deutscher Ingenieur, Journalist und Fachautor
- Bernd Lehmann (* 1947), deutscher Fußballspieler
- Bernd Lehmann (1949–1968), deutsches Todesopfer an der Berliner Mauer
- Bernd Lehmann (1951–2018), deutscher Geodät
- Bernd Lehmann (* 1966), deutscher Jazzmusiker, siehe Lömsch Lehmann
- Bernd Lucke (* 1962), deutscher Politiker
- Bernd Lueken (1908–1978), deutscher Physiologe und Hochschullehrer
- Bernd Meinunger (* 1944), deutscher Liedtexter
- Bernd Merz (1956–2024), deutscher evangelischer Pfarrer, Medienbeauftragter
- Bernd Monheim (1933–2010), deutscher Unternehmer, Industriemanager
- Bernd Mottl (* 1965), deutscher Theater-Regisseur
- Bernd Nickel (1949–2021), deutscher Fußballspieler
- Bernd Nielsen (1943–2003), deutscher Handballspieler
- Bernd Oberdorfer (* 1961), deutscher evangelischer Theologe, Hochschullehrer
- Bernd Oppermann (* 1956), deutscher Rechtswissenschaftler und Hochschullehrer
- Bernd Panzer (1967), deutscher Schauspieler
- Bernd Pischetsrieder (* 1948), deutscher Manager
- Bernd Riexinger (* 1955), deutscher Politiker
- Bernd Rosemeyer (1909–1938), deutscher Rennfahrer
- Bernd Satzinger (* 1977), österreichischer Jazzmusiker
- Bernd Schlömer (* 1971), deutscher Politiker (Piratenpartei)
- Bernd Schmidbauer (* 1939), deutscher Politiker
- Bernd Schneider (1925–2013), deutscher Politiker, Oberbürgermeister von Gießen (1963–77)
- Bernd Schneider (* 1943), deutscher Altphilologe
- Bernd Schneider (* 1964), deutscher Rennfahrer
- Bernd Schneider (* 1965), deutscher Schachspieler
- Bernd Schneider (* 1973), deutscher Fußballspieler
- Bernd Schneidmüller (* 1954), deutscher Historiker
- Bernd Schuster (* 1959), deutscher Fußballspieler und -trainer
- Bernd Späth (* 1950), deutscher Schriftsteller
- Bernd Spier (1944–2017), deutscher Schlagersänger
- Bernd Stegemann (* 1949), deutscher Schauspieler
- Bernd Stelter (* 1961), deutscher Comedian
- Bernd Streich (* 1951), deutscher Professor für Stadtplanungssysteme
- Bernd Struck (* 1940), deutscher Physiker und Handballspieler
- Bernd Tauber (* 1950), deutscher Schauspieler
- Bernd Uhlmann (* 1939), deutscher Endurosportler
- Bernd Vollmar (* 1951), deutscher Kunsthistoriker und Denkmalpfleger
- Bernd Weikl (* 1942), deutsch-österreichischer Opern- und Konzertsänger, Buchautor und Opernregisseur
- Bernd Zimmer (* 1948), deutscher Maler

### Familienname
- Adam Bernd (1676–1748), protestantischer Priester und Autor
- Christian Samuel Theodor Bernd (1775–1854), deutscher Sprachwissenschaftler und Heraldiker
- Georg Bernd (1906–1944), deutscher römisch-katholischer Geistlicher, Steyler Missionar und Märtyrer
- Gustav Adolf Bernd (1869–1942), deutscher Bildhauer und Steinmetz
- Karl von Bernd (1817–1879), österreichischer Feldmarschallleutnant
- Rolf Bernd (* 1943), Generalmajor der Bundeswehr
- Ricardo Bernd (* 1949), brasilianischer Tennisspieler

### Ironischer Spitzname
- Bernd Höcke statt Björn Höcke

### Fiktive Figuren
- Bernd Stromberg, fiktiver Protagonist der Fernsehserie Stromberg
- Bernd das Brot, TV-Kinderfernsehfigur
- Der Wilde Bernd

### Wetterereignis
- Sturmtief „Bernd“